# Хуайань
Хуай'ань (кит. спр. 淮安市, піньїнь: Huái'ān Shì) — місто-округ в китайській провінції Цзянсу. 

## Географія
Хуай'ань розташовується у центрі провінції на Великому китайському каналі.

### Клімат
Місто знаходиться у зоні, котра характеризується вологим субтропічним кліматом. Найтепліший місяць — липень із середньою температурою 26.7 °C (80 °F). Найхолодніший місяць — січень, із середньою температурою 0 °С (32 °F).
| Клімат Хуай'аня (район Цінцзянпу) | Клімат Хуай'аня (район Цінцзянпу) | Клімат Хуай'аня (район Цінцзянпу) | Клімат Хуай'аня (район Цінцзянпу) | Клімат Хуай'аня (район Цінцзянпу) | Клімат Хуай'аня (район Цінцзянпу) | Клімат Хуай'аня (район Цінцзянпу) | Клімат Хуай'аня (район Цінцзянпу) | Клімат Хуай'аня (район Цінцзянпу) | Клімат Хуай'аня (район Цінцзянпу) | Клімат Хуай'аня (район Цінцзянпу) | Клімат Хуай'аня (район Цінцзянпу) | Клімат Хуай'аня (район Цінцзянпу) | Клімат Хуай'аня (район Цінцзянпу) |
| Показник                          | Січ.                              | Лют.                              | Бер.                              | Квіт.                             | Трав.                             | Черв.                             | Лип.                              | Серп.                             | Вер.                              | Жовт.                             | Лист.                             | Груд.                             | Рік                               |
| Середній максимум, °C             | 4                                 | 6                                 | 12                                | 19                                | 24                                | 29                                | 31                                | 30                                | 26                                | 21                                | 14                                | 7                                 | 18                                |
| Середня температура, °C           | 0                                 | 2                                 | 7                                 | 13                                | 19                                | 24                                | 27                                | 27                                | 22                                | 16                                | 9                                 | 3                                 | 14                                |
| Середній мінімум, °C              | −3                                | −1                                | 2                                 | 8                                 | 14                                | 19                                | 23                                | 23                                | 17                                | 11                                | 4                                 | −1                                | 9                                 |
| Норма опадів, мм                  | 21                                | 31                                | 39                                | 56                                | 64                                | 116                               | 228                               | 154                               | 102                               | 40                                | 33                                | 24                                | 907                               |
| --------------------------------- | --------------------------------- | --------------------------------- | --------------------------------- | --------------------------------- | --------------------------------- | --------------------------------- | --------------------------------- | --------------------------------- | --------------------------------- | --------------------------------- | --------------------------------- | --------------------------------- | --------------------------------- |
| Джерело: Weatherbase              |                                   |                                   |                                   |                                   |                                   |                                   |                                   |                                   |                                   |                                   |                                   |                                   |                                   |